# 杨嘉泽宅
杨嘉泽宅，位于中国云南省丽江市古城区大研街道新义社区积善巷4号，建于民国三十一年（1942年）。
2011年3月9日，杨嘉泽宅公布为县级文物保护单位。